# Lliga d'Esmalcalda
La Lliga d'Esmalcalda va ser una associació de prínceps protestants del Sacre Imperi Romanogermànic que es va crear en el segle xvi per a defensar els seus territoris i lluitar contra l'emperador Carles V del Sacre Imperi Romanogermànic, defensor del catolicisme enfront de la Reforma luterana. Pren el seu nom de la ciutat de Schmalkalden, a Turíngia (Alemanya).
La lliga va ser creada per Felip I de Hessen i Joan Frederic I, Elector de Saxònia i Schmalkalden en 1531 i a la qual se li van afegir els territoris d'Anhalt, Bremen, Brunswick-Lüneburg, Magdeburg, Mansfeld, Estrasburg i Ulm. Als membres originals se'ls van afegir Constança, Reutlingen, Memmingen, Lindau, Biberach an der Riss, Insy im Allgäu i Lübeck. Es van destinar deu mil infants i dos mil cavallers amb finalitats defensives. En 1532 es va aliar amb el Regne de França i en 1538 amb Dinamarca.
Encara que la Lliga no va declarar la guerra a l'emperador de forma directa, el seu suport i seguiment de la reforma luterana i les confiscacions de terres a l'Església i les expulsions de bisbes i prínceps catòlics van fer que Carles V decidira enfrontar-se a la Lliga en la Guerra d'Esmalcalda.
En 1544, Carles V arriba a la pau amb el Regne de França i aquesta passa aliar-se amb l'emperador, que al costat del Papa Pau III van començar a acumular tropes en 1546. Els diferents prínceps integrants de la Lliga van tenir serioses disputes entre ells el que va facilitar la campanya per a la coalició catòlica. Les tropes de Carles V van derrotar a les de la Lliga a la batalla de Mühlberg el 24 d'abril de 1547, i l'emperador va proclamar l'Interim d'Augsburg, una mena de compromís entre catolicisme i protestantisme però donant prioritat al catolicisme i però el luteranisme s'havia afermat a gran part de l'imperi i va ser rebutjat per molts prínceps. La resolució de les tensions religioses només es va aconseguir el 1555 en la Dieta d'Augsburg.